# Programación declarativa
En ciencias de la computación se denomina programación declarativa a un paradigma de programación de software en el que no se detallan los pasos a seguir, sino solo el resultado deseado con cierto código fuente.

## Funcionamiento
La programación declarativa no determina el cómo, sino que funciona con un nivel de abstracción más alto que la programación imperativa. A diferencia de esta, la programación declarativa deja margen para la optimización. Este tipo de paradigma da como resultado un software mejor preparado para el futuro, ya que no es necesario determinar mediante qué procedimiento se alcanza un resultado.
Una ventaja de la programación declarativa es que tiene la capacidad de describir problemas de forma más corta y precisa que el lenguaje imperativo.